# Flying Dutchman Records
Flying Dutchman Records ist ein 1969 von Bob Thiele nach (bzw. während) seines Weggangs von Impulse! Records gegründetes Jazz-Label. In einer Pressemitteilung im April 1969 kündigte Thiele die Gründung von drei Labels seiner Flying Dutchman Productions an: Flying Dutchman Records, Amsterdam und BluesTime, wobei die Geldmittel vom niederländischen Philips-Konzern kamen. Der US-Vertrieb wurde anfangs von Atlantic Records, später von RCA übernommen. Ein Ziel von Thiele war, wieder Jazz-Aufnahmen zu veröffentlichen, die auch das breite Publikum ansprachen mit einem Crossover zu Soul und Funk, zum Beginn der Fusion-Ära der 1970er Jahre. Er veröffentlichte aber auch Avantgarde-Jazzmusiker, die er schon seit seiner Impulse-Zeit betreute, wie Pharoah Sanders, Ornette Coleman, Archie Shepp, Leon Thomas und andere Jazzmusiker, deren Plattenverträge ausgelaufen waren (Bud Freeman, Oliver Nelson, unter anderem dessen Black, Brown and Beautiful), aber auch Jazz-Veteranen wie Duke Ellington (unter anderem mit Teresa Brewer, der Ehefrau von Thiele), Johnny Hodges, Earl Hines, Sonny Stitt, Count Basie, Bobby Hackett, Shelly Manne, ein Album zum 70. Geburtstag von Louis Armstrong. Weitere Musiker waren Gato Barbieri (The third world, Fenix, El Pampero, Bolivia, Under Fire), den Thiele in seiner Zeit bei Impulse entdeckte, Larry Coryell, George Russell, Lonnie Liston Smith (Expansions), Jan Garbarek, Bernard Purdie, Bucky Pizzarelli, Elek Bacsik, Steve Allen, Chico Hamilton, Stanley Crouch und Tom Scott. Es gab auch Platten der politischen Aktivistin Angela Davis und des Dichters Gil Scott-Heron, über das My Lai Massaker (nach dem New York Post Journalisten Peter Hamill mit Begleitmusik von James Spaulding), eine Platte des linksgerichteten Politikers und Journalisten Robert Scheer über ein Gefängnis (A night at Santa Rita, 1969), eigene Band-Sessions von Thiele (Bob Thiele Emergency, Bob Thiele and his New Happy Times Orchestra) und von der Gospel-Sängerin Queen Esther Marrow. Gunter Hampels Platte The 8th of July 1969, die zunächst im Eigenverlag veröffentlicht wurde, erschien auf dem Label in Lizenz. Auf dem Label gab es auch Re-Issues zum Beispiel von Coleman Hawkins und Lester Young.
1971 wurde das Label von einem Sub-Label von Atlantic Records, Atco, übernommen. Das Label veröffentlichte bis 1976 (zuletzt Stomp Off, let´s Go von Sonny Stitt). 1976 wurde es von seinem US-Vertriebspartner RCA Records übernommen, das in seinem Bluebird-Label einige der in der Club-Szene der 1980er Jahre wiederentdeckten Aufnahmen des Flying Dutchman Labels neu herausbrachte. Bob Thiele selbst hatte danach noch weitere Labels wie Doctor Jazz, Red Baron.
Der Katalog gehört heute zu Sony Music Entertainment (Legacy Recordings).